# Милош Вучковић
Милош Вучковић (Улцињ, 4. септембар 1914 — Београд, 25. август 1992)  био је учесник Народноослободилачке борбе, генерал-мајор ЈНА и народни херој Југославије.

## Биографија
Рођен је 4. септембра 1914. у Улцињу, гдје се његова породица одселила са Прекорнице–Цетиње. Остао је рано без оца, па се мајка трудила да својим синовима створи макар минималне услове за живот. Похађао је Војну музичку школу у Вршцу од 1928. до 1932. године. Затим је службовао у Београду, гдје се дружио и сарађивао са комунистима.
Напад на Југославију 1941. године затекао га је у Ужицу, одакле је његов пук био пребачен на Косово. Избегао је заробљавање у Априлском рату, након чега је боравио на Копаонику и као цивил се пребацио у Београд. У Србији је од почетка оружаног устанка био у устаничким редовима, а након повезивања са Слободаном Пенезићем Крцуном, добио је задатак да се убаци у четничке редове и извјештава о њиховој политици према Народноослободилачком покрету (НОП). Након одласка са Равне горе, прикључио се Ваљевском партизанском одреду. У јесен 1941. године, постао је командир партизанске чете и учествовао у ослобађању Крупња, у нападу на Шабац и у борбама око Ваљева.
Члан Комунистичке партије Југославије (КПЈ) постао је у октобру 1941. године. Неколико дана након формирања Прве пролетерске бригаде, у чијим је редовима од дана формирања, именован је за командира чете Четвртог батаљона. Касније је ступио на дужност замјеника команданта Краљевачког батаљона.
Од средине 1943. године вршио је следеће дужности у НОВ и ПО Југославије:
- командант батаљона у Трећој крајишкој бригади,
- начелник Штаба Тринаесте пролетерске бригаде,
- шеф Обавјештајног центра Прве пролетерске дивизије,
- начелник Обавјештајног одјељења Првог пролетерског корпуса и Прве армије ЈА.

Учествовао је у борбама против усташа на Ораовици, изнад Праче 1942. године, у борби за Ливно, у борби против италијанских војника код Посушја, у борби за Јајце, у борбама против четника на Теслићу, Брадини, у Санџаку и код Шуица. Током рата је био рањаван четири пута.
По налогу КПЈ 1944. године, ушао је у окупирани Београд три недјеље прије ослобођења. Из Београда је слао извјештаје, организовао борбене групе, изводио нападе на њемачке војнике, све до коначног ослобођења града. Као главни обавјештајац Прве армије, давао је податке из окупираног Београда за дејства јединица Прве армије и совјетских јединица, да је био лично код генерала Милана Недића и захтијевао да он омогући побједу југословенско-совјетских снага.

### Послератни период
Послије рата и ослобођења Југославије, обављао је дужност начелника Обавјештајног одјељења Армије и армијске области и предавача на Вишој војној академији ЈНА. Пензионисан је у чину генерал-мајора ЈНА, 1964. године.
Умро је 25. августа 1992. године у Београду и сахрањен у Алеји народних хероја на Новом гробљу у Београду.
Носилац је Партизанске споменице 1941. и више југословенских одликовања, међу којима су — Орден партизанске звезде са сребрним венцем, Орден заслуга за народ са сребрним зрацима, Орден братства и јединства са сребрним венцем, Орден за храброст и Орден народне армије са сребрном звездом. Орденом народног хероја одликован је 20. децембра 1951. године.